# Joaquim Carlos Paiva de Andrada
Joaquim Carlos Paiva de Andrada ou Joaquim Carlos Paiva de Andrade (1846 — 1928), foi um militar português, explorador africano e Administrador da Companhia de Moçambique.
Desde 1890, possui uma rua com o seu nome em Lisboa.

## Publicações[3]
- Relatório de uma viagem às terras dos Landins (1885) (eBook)
- Relatório de uma viagem às terras do Changamira (1886) (eBook)
- Manica: communicação e proposta apresentada à Sociedade de Geographia (1890)
- Report and protest of the affairs occurred at Manica (1891)